# 農安県
農安県（のうあん-けん）は中華人民共和国吉林省長春市西北部に位置する県。県人民政府の所在する農安鎮は金代に黄龍府が設置されていた。吉林省中部に位置し、松花江支流の伊通河中流域にあたる。東北平原のほぼ中央にあたり、肥沃な農業地帯をなしている。甜菜・トウモロコシ・大豆などが栽培される。食品・機械・石油などの鉱工業が発達している。

## 歴史
漢代は扶余に属し、農安県には扶余の都城が設置された。南北朝から隋代にかけては高句麗の版図に含まれ、農安は高句麗の北辺として扶余城が設置されていた。698年に渤海が成立すると扶余府を設置、926年に滅亡すると遼朝により黄龍府と改称された。金代になると営州が設置されたが、後に山東省の同名地名との重複を回避するために1189年（大定29年）に隆安（龍安とも）と解消された。貞祐年間（1214年-1216年）には隆安州は隆安府と改称され、明代になると1403年（永楽元年）に奴児干都司管轄下の龍安站が設置された。
清代になると当初は郭爾羅斯前旗の管轄地とされたが、1800年（嘉慶5年）には新設された長春庁の管轄となった。1889年（光緒15年）に長春庁から長春府に昇格した際に初めて農安県が設置された。1947年（民国36年）に長春県と合併し長安県とされたが、1949年に再分割され農安県が設置された。

## 行政区画
4街道、11鎮、10郷を管轄：
- 街道弁事処：興農街道、宝塔街道、和諧街道、黄竜街道
- 鎮：農安鎮、伏竜泉鎮、哈拉海鎮、靠山鎮、開安鎮、焼鍋鎮、高家店鎮、華家鎮、三盛玉鎮、巴吉塁鎮、三崗鎮
- 郷：前崗郷、竜王郷、万順郷、楊樹林郷、永安郷、青山口郷、黄魚圏郷、新農郷、万金塔郷、小城子郷

## 交通

### 鉄道
- 中国鉄路総公司
  - 長白線

（長春方面）- 開安駅 - 華家駅 - 農安駅 - 哈拉海駅 -（白城方面）

### 道路
- 高速道路
  - 琿烏高速道路
- 国道
  - G302国道